# Massacre de Nahal Oz
Ne doit pas être confondu avec Massacre de Be'eri, Massacre d'Ein Hashlosha, Massacre de Kfar Aza, Massacre de Nir Oz ou Massacre du festival de musique de Réïm.
Le massacre de Nahal Oz est perpétré par des terroristes du Hamas le matin du 7 octobre 2023, jour de la fête Sim'hat Torah, dans le kibboutz Nahal Oz, près du nord de la bande de Gaza, dans le cadre d'une attaque surprise contre Israël. L'attaque se déroule en deux parties : la première est celle de la base militaire située à Nahal OZ. Puis dans un second temps, le kibboutz est attaqué,,. 
Quinze habitants du kibboutz sont tués et huit sont capturés et emmenés dans la bande de Gaza, dont deux sont libérés lors d'une trêve en novembre 2023. L'armée israélienne a annoncé avoir probablement tué par erreur deux habitants du kibboutz lors des combats

## Contexte
Le kibboutz de Nahal Oz est situé dans le conseil régional d'Eshkol, au nord-ouest du désert du Néguev, à proximité de la barrière de séparation entre la bande de Gaza et Israël. La communauté, fondée en 1951, compte 471 habitants.
Un événement marquant de son histoire s'est produit en 1956 lorsque le responsable de la sécurité du kibboutz, Ro'i Rothberg, est tué par des infiltrés en provenance de Gaza. Lors de ses funérailles, Moshe Dayan, alors chef d'état-major israélien, prononce un puissant éloge funèbre qui met l'accent sur les défis auxquels Israël est confronté et sur la menace constante que représentent ses voisins.
Après la guerre du Liban de 2006, l'éloge funèbre de son fils par le romancier David Grossman est comparé à l'éloge funèbre de Moshe Dayan. En 2014, un jeune résident, Daniel Tregerman, est tué par des tirs de mortier en provenance de Gaza.

## Attaques

### Attaque de la base militaire
Selon les premières investigations, 40 à 50 terroristes du Hamas se sont infiltrés à travers la barrière de séparation entre Israël et Gaza et ont couru vers la base militaire près de Nahal Oz. Les terroristes engagent une brève bataille avec les gardes de l'entrée, les tuent et pénétrent à l'intérieur, détruisant rapidement une grande partie du poste et de l'équipement qui s'y trouve. Les soldats du poste sont surpris et la plupart d'entre eux ont été tués. Dans la salle de guerre, les officiers d'état-major et les observateurs se retranchent et tentent de communiquer avec les forces armées israéliennes et de diriger les hélicoptères de combat vers les assaillants,. 
Lors de l'attaque, 27 soldats de l'unité 414 du Combat Intelligence Collection Corps (en) sont en service dans cette base et tués ou capturés par le Hamas. La plupart des soldats de l'unité 414 à Nahal Oz sont des femmes. Leur mission consiste à effectuer des reconnaissances à la frontière avec Gaza et à faire fonctionner les tourelles d'artillerie télécommandées installées sur le mur de séparation. Pour une raison qui reste inconnue, la plupart des soldats de Nahal Oz n'ont pas reçu d'arme de poing ou de fusil pour se défendre, bien que leur avant-poste militaire se trouve à moins d'un kilomètre de la bande de Gaza. Lorsque le Hamas attaque, la base ne compte que quelques soldats de combat. Ces soldats sont facilement vaincus. Les soldats non armés de l'unité 414 se sont cachés dans un abri anti-bombes et ont presque tous été tués ou capturés. Selon les Forces de défense israéliennes, vingt soldats de l'Unité 414 ont été tués au combat sur la base de Nahal Oz et six sont portés disparus,.
Le 13e bataillon de la brigade Golani compte 41 morts, soit plus que pendant la guerre des Six jours et la guerre du Kippour réunies. Le quartier général du bataillon se trouvait sur la base militaire de Nahal Oz, mais de nombreux soldats de la brigade Golani étaient dispersés le long du mur de séparation et ne défendaient pas la base au départ. Le Hamas savait que Nahal Oz était une importante base de renseignements et l'a attaquée en premier. Les bâtiments de surveillance et leur équipement informatique ont été détruits dans la première heure de l'invasion, rendant aveugles toutes les autres unités de Tsahal qui défendaient le mur de sécurité.

### Attaque du kibboutz
Parallèlement aux événements survenus à la base militaire de Nahal Oz, au moins 20 des terroristes qui ont mené l'attaque surprise se sont infiltrés dans le kibboutz Nahal Oz, près du nord de la bande de Gaza ; ils sont entrés par effraction dans les maisons, ont enlevé des habitants du kibboutz et en ont tué d'autres, y compris des familles entières. Certains des gardes de l'avant-poste sont entrés dans le kibboutz et ont commencé à se battre contre les assaillants.